# 伊藤郁男
伊藤 郁男（いとう いくお、1930年9月11日 - 2020年10月26日）は、日本の政治家、俳人。元民社党参議院議員（1期）。長男は作家・ミュージシャン、タレントのいとうせいこう。

## 来歴
長野県諏訪市出身。長野県岡谷南高等学校を卒業後、1953年日本社会新聞記者を経て、1960年に民社党本部書記局に入り、機関誌局事務長、1977年に組織局次長などを経て、1980年の第12回参議院議員通常選挙に民社党公認で全国区から立候補し初当選を果たす。1986年、第14回、1989年、第15回の各参院通常選挙に比例区から立候補するもいずれも落選した。
2000年11月の秋の叙勲で勲三等に叙され、旭日中綬章を受章する
2020年10月26日、老衰のため、東京都八王子市の老人ホームで死去した。90歳没。

## 俳人としての活動
伊藤は政治家としての顔のほか、俳号「無限子」を持つ俳人としても知られる。「鶴」（1973年入会）、「初蝶」（1987年入会）、「魚座」（1997年入会）の同人を務める傍ら、句集「地蜂」「信濃路」「風やはらかき」などを残している。長男のいとうせいこうも俳句趣味を引き継いでおり、金子兜太との共著などを発表している。

## 著書
- 『リーダーシップ : 人の心をつかむリーダーシップ』富士選書No.2、富士社会教育センター出版部、1973年。
- 『日本に明日はあるか : 伊藤郁男対談集』サンケイ出版、1980年。
- 『鷹の目 : 伊藤郁男の視点』郁友政治経済研究会、1984年。